# علي أبو عساف
علي أبو عساف (23 سبتمبر 1931 - 1 مارس 2018) هو عالمٌ آثارٍ وباحثٌ أثريٌ سوري، تُشير له المصادر بلقب «كبير الآثاريين السوريين». كان قد نشر عددًا من المؤلفات والأبحاث والدراسات.

## حياته
وُلد علي أبو عساف في قرية عتيل بالسويداء بتاريخ 23 سبتمبر/أيلول 1931 م. درس الابتدائية والإعدادية في مسقط رأسه، وغادر بعدها إلى دمشق ليحصل على شهادة الثانوية العامة من الثانوية الأهلية الخاصة. ابتُعث بعدها إلى برلين لدراسة الآثار الشرقية القديمة، كما درس اللغة الآرامية والعبرية في جامعة مارتن لوثر، وذلك في الفترة ما بين 1957 حتى 1959 م، وحصل على درجة الماجستير عام 1962 م. درس اللغة الأوغاريتية في جامعة هايدلبرغ في الفترة ما بين 1962 حتى 1963 م. حصل على شهادة الدكتوراه من جامعة سارلاند عام 1979 م.
تقلد عددًا من المهام والمناصب خلال حياته، حيث عيّن رئيسًا للحفريات ومساعد مدير بالمديرية العامة للآثار والمتاحف عام 1964 م، ثم مديرًا للمباني في المديرية في الفترة ما بين 1980 حتى 1988 م، ثم مديرًا عامًا للآثار والمتاحف في الفترة ما بين 1988 حتى 1993 م (نهاية خدمته). كما عمل في تنقيبات مقابر يبرود (1964-1965) وتل عشترة (1966-1967) ومقبرةٍ في قرية الطيبة (1973) وعين دارة (1976-1983) وتل دبة بريكة (2003-2010) وغيرها.
كرمته وزارة الثقافة السورية في نوفمبر/تشرين الثاني 2017 م خلال احتفاليةٍ أجرتها بمناسبة يوم الثقافة.

## مؤلفاته
صدر له العديد من المؤلفات باللغة العربية ولغاتٍ أُخرى، منها:
- ترجمة لكتاب «تاريخ الشرق الأدنى القديم» من تأليف أنطون مورتكات [الإنجليزية] عام 1959 م.
- «الآراميون: "تاريخًا ولغةً وفنًا"»، صدر عن دار أماني عام 1988 م.
- «تل خويرة حفريات مؤسسة ماكس فراي هرفون أوبنهايم في شمال شرق سوريا»، بالتعاون مع فيفرد أورتمان ومحمد وحيد خياطة. صدر عن مطبعة ألف باء عام 1990 م.
- «عين دارة: 1- المعبد»، صدر عن وزارة الثقافة السورية عام 1991 م.
- «فنون الممالك القديمة في سوريا»، صدر عن دار شمال عام 1993 م.
- «آثار جبل حوران - محافظة السويداء (الجزء الأول)»، صدر عن مطبعة ألف باء عام 1997 م.
- «عين دارة: 2- اللقى الأثرية»، صدر عن وزارة الثقافة السورية عام 2000 م.
- «آثار جبل حوران - محافظة السويداء (الجزء الثاني)»، صدر عن مطبعة ألف باء عام 2009 م.
- «آثار الممالك القديمة في الجزيرة وطور عابدين»، صدر عن وزارة الثقافة السورية عام 2011 م.

كما نشر عددًا من الأبحاث والدراسات باللغة العربية، ومنها:
- مقبرة يبرود، الحوليات الأثرية السورية، المجلد 17، عربي-ألماني. (1967)
- تل عشترة الموسم الأول، الحوليات الأثرية السورية، المجلد 18، عربي- ألماني. (1968)
- تل عشترة الموسم الثاني، الحوليات الأثرية السورية، المجلد 19، عربي- ألماني. (1969)
- كتابات سريانية جديدة موجودة في المتحف الوطني بدمشق، الحوليات الأثرية السورية، المجلد22. (1972)
- اكتشاف مدفن روماني-بيزنطي في قرية الطيبة، الحوليات الأثرية السورية، المجلد 24. (1974)
- كتابات صفوية جديدة في متحفي دمشق وتدمر، الحوليات الأثرية السورية، المجلد 25. (1975)
- مسار حملة تحوتمس الثالث على بلاد الشام، الحوليات الأثرية السورية. (1976)
- دراسة حول شرح معاني مفردات أوغاريتية، الحوليات الأثرية السورية، المجلد 29. (1979-1980)
- دمية الملك هدد يسعي ملك جوزان، الحوليات الأثرية السورية، المجلد 32. (1982)
- التنقيبات في عين دارة، الحوليات الأثرية السورية، المجلد 33 - الجزء الأول. (1983)
- جرّة من الحجر الكلسي البلوري (الباتر) لشلمانصر الثالث، الحوليات الأثرية السورية، المجلد 38-39. (1988-1989)
- كتابات سريانية في متحف معرّة النّعمان، الحوليات الأثرية السورية، المجلد 40. (1990)
- الكتابات البدوية (الكتابات الصفوية)، الحوليات الأثرية السورية، المجلد 41. (1991)
- دراسة في تاريخ دمية من تل العمارنة في سوريا، الحوليات الأثرية السورية، المجلد 43. (1999)
- انتشار الحضارة السورية في حوض الفرات يتوافق مع مجرى النهر، وثائق الآثار السورية - الجزيرة السورية، المجلد 1. (2002)
- نقوش أنرة بلصر والي خداتو (أرسلان طاش)، الحوليات الأثرية السورية، المجلد 45-46. (2003)
- التنقيبات الأثرية في تل دبة بريكة، الحوليات الأثرية السورية، المجلد 47-48. (2004-2005)
- دراسات عن التنقيبات الأثرية في دبة بريكة، الحوليات الأثرية السورية. (2003-2008)

ونشر دراساتٍ وأبحاثٍ بلغاتٍ أجنبية، منها:
- دراسة لمدفن من الدور البرونزي الوسيط في الطيبة (طوبيا القديمة)، الحوليات البغدادية للمعهد الأثري الألماني، العدد 7. (1974)
- دراسة لتمثال الملك هدد يسعي ونقوشه الكتابية، مجلة جمعية المستشرقين الألمان، العدد 113. (1981)
- تمثيل إله الطقس البابلي، الحوليات البغدادية للمعهد الاثري الألماني العدد 14. (1983)
- دراسة لوحة الربة عشتار المحاربة، الحوليات الدمشقية للمعهد الأثري الألماني، العدد 1. (1983)
- مجموعة من الأبحاث: تاريخ التلوينات الجدارية في قصر ماري، هدية للدكتور عدنان البني. (1990)
- دراسة لمزهرية شلمانصر الثالث، مجلة جامعة ميونخ، العدد12. (1992)
- دراسة عن معبد عين دارة، مجلة مايتر الألمانية، العدد2. (1993)
- دراسة لشاهدة قبر من عين دارة، سلسلة أبحاث في حضارة آسيا الغربية، دار فيليب للنشر. (1995)
- دراسة عن اللقى الأثرية في عين دارة، الحوليات الدمشقية للمعهد الأثري الألماني. (1996)
- دراسة عن أهمية تصوير الأقدام في معبد عين دارة ودلالاتها، هدية للسيد أورت، مجلة أبحاث في حضارة آسيا الغربية. (2001)

## وفاته
تُوفي في 1 مارس/آذار 2018 م المُوافق 14 جمادى الآخرة 1439 هـ، عن عمرٍ ناهز 87 عامًا. نعته عددٌ من الجهات، منها وزارة الثقافة السورية.